# Henry A. Wise
Henry Alexander Wise (3 december 1806 – 12 september 1876) was een Amerikaanse advocaat, politicus, diplomaat en militair. Tijdens de Amerikaanse Burgeroorlog diende hij in het Confederate States Army. 
Tussen 1833 en 1844  zetelde hij in het Amerikaanse Huis van afgevaardigden en was tijdens de presidentschappen van John Tyler en James Polk ambassadeur in het keizerrijk van Brazilië. Als gouverneur van Virginia speelde hij een belangrijke rol in het proces tegen de abolitionist John Brown en zette zijn staat op weg naar secessie van de Verenigde Staten van Amerika na de verkiezing van president Abraham Lincoln en de aanval op Fort Sumter. Twee van zijn zonen, Richard A. Wise and John S. Wise dienden eveneens in het Zuidelijke leger. Na het einde van de burgeroorlog legde Wise zich neer bij de afschaffing van de slavernij en was hij een pleitbezorger voor een vreedzame herintegratie van de Zuidelijke Staten.

## Jeugdjaren
Wise werd geboren op 3 december 1806 in Accomac, Virginia. Hij was de zoon van burgemeester John Wise en zijn tweede echtgenote Sarah Corbin Cropper. Ze waren van Engelse en Schotse afkomst.  Tot zijn 12 jaar kreeg hij privéles. Daarna liep hij school aan de Margaret Academy nabij Pungoteague in Accomack County. In 1825 studeerde hij af van de Washington & Jefferson College. Tijdens zijn studententijd was hij lid van een literaire studentenvereniging.
Hij studeerde daarna rechten aan de Winchester Law School en werd in 1828 toegelaten tot de balie.  Hij vestigde zich in Nashville, Tennessee en begon met een advocatenkantoor. In 1830 keerde hij terug naar zijn thuisstaat.

## Huwelijk en gezinsleven
Wise huwde drie maal. De eerste keer trad hij in 1828 in het huwelijk met Anne Jennings. Ze was de dochter van eerwaarde Obadiah Jennings en Ann Wilson uit Washington, Pennsylvania. Anne en één van hun kinderen overleed in 1837 in een brand. Wise bleef achter met vier kinderen, twee zonen en twee dochters.
Hij huwde een tweede keer in november 1840 met Sarah Sergeant. Ze was de dochter van John Sergeant, een lid van het Amerikaanse congres, en Margaretta Watmough uit Philadelphia. Ze kregen samen vijf kinderen maar ze stierf samen met haar laatste kind in het kraambed op 14 oktober 1850. Sarahs zuster huwde met George G. Meade die later een generaal in het Union Army zou worden.
Tijdens zijn eerste twee huwelijken kreeg Wise veertien kinderen waarvan er zeven hun kindertijd zouden overleven.
Wise huwde een derde en laatste keer in 1853 met Mary Elizabeth Lyons. Na zijn gouverneurschap vestigden ze zich in Rolleston op een plantage van 3,5 km² niet ver van de Eastern Branch Elizabeth River in Norfolk, Virginia. Deze plantage had hij gekocht van zijn broer, John Copper Wise die daar ook bleef wonen.
Rolleston werd verlaten in 1862 toen de Noordelijken tijdens de Amerikaanse Burgeroorlog Norfolk hadden ingenomen. Wise was toen in dienst bij het Zuidelijke leger en hij zorgde ervoor dat zijn gezin in Rocky Mount werd ondergebracht. Na de oorlog  vestigden ze zich in Richmond waar hij opnieuw advocaat werd.

## Politieke loopbaan

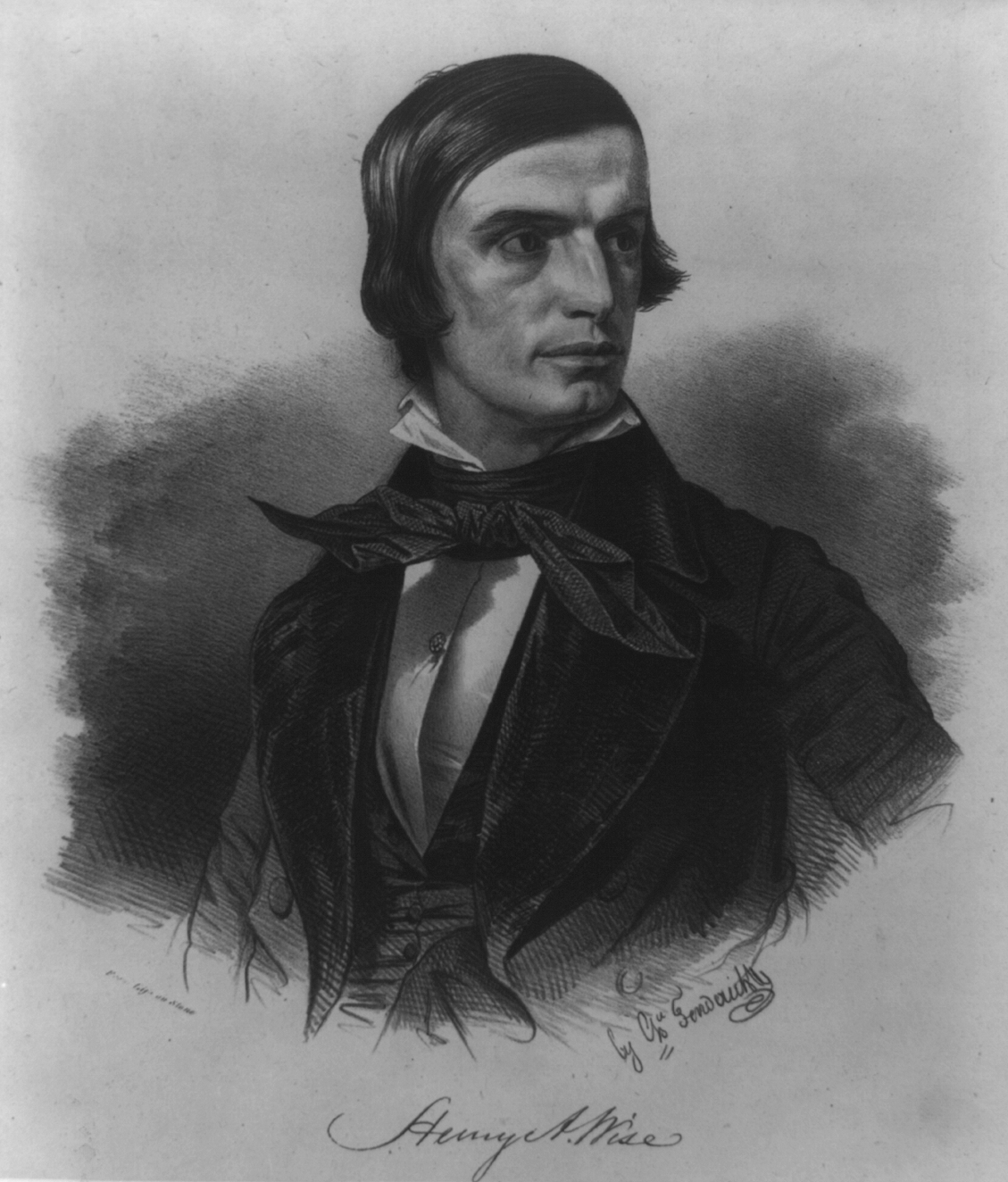
Henry A. Wise (1846)

### Volksvertegenwoordiger in het Amerikaanse congres
Tussen 1833 en 1844 zetelde Wise in het Huis van afgevaardigden in Washington D.C.. In 1832 werd hij verkozen voor het Huis van afgevaardigden voor de Jacksoniaanse Democraten. Hij werd in 1834 herverkozen maar brak alle banden met zijn partij na onenigheid omtrent de Bank of the United States. Hij trad toe tot de Whigs en werd opnieuw verkozen in 1836, 1838 en 1840.
Tijdens zijn tijd in het congres was hij een tegenstander van het beleid van John Quincy Adams die in bepaalde gebieden de slavernij wou verbieden. Adams omschreef Wise als "een luidruchtig tegenstander van het abolitionisme".

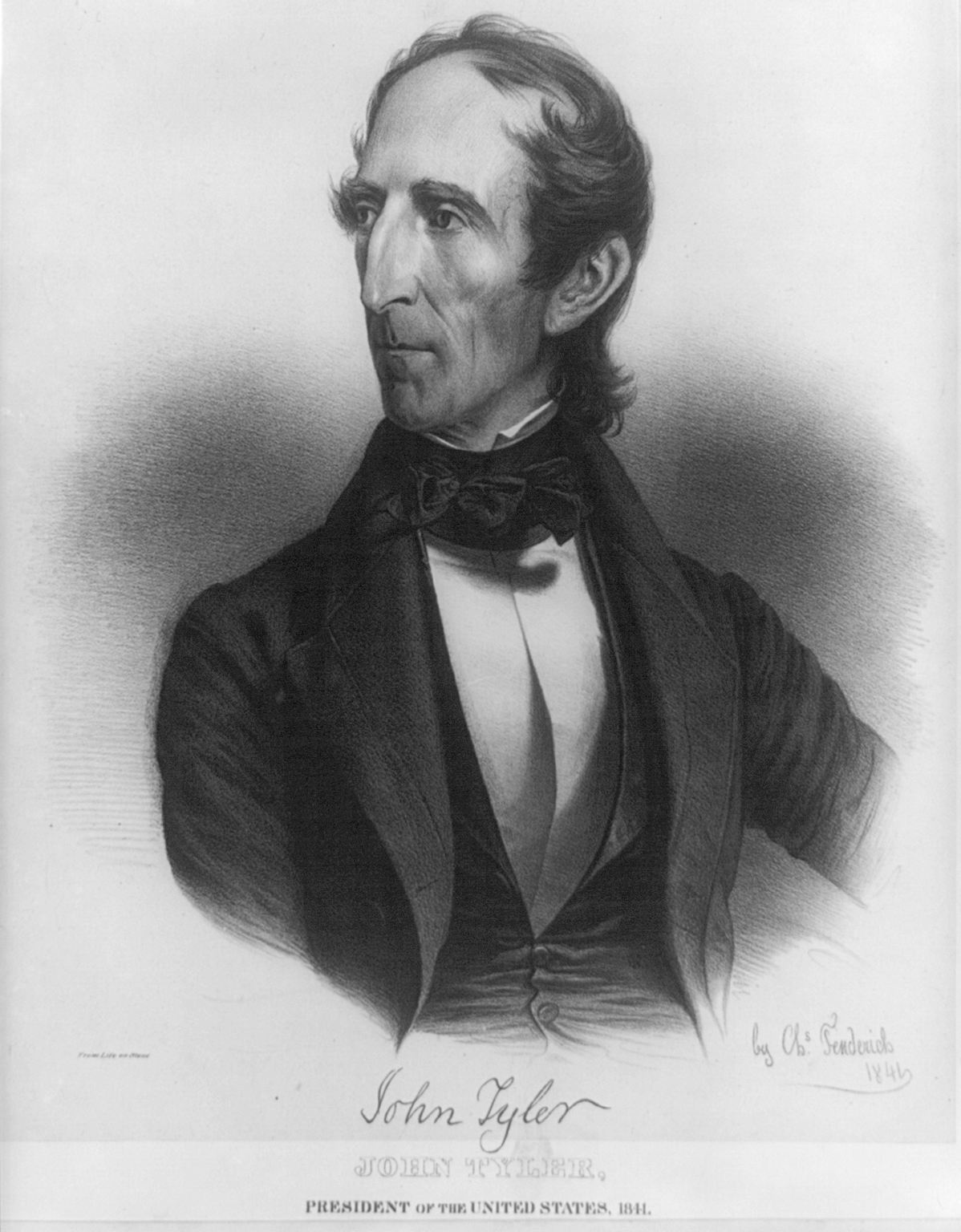
President John Tyler (1841)

In 1840 lobbyde Wise om John Tyler te nomineren als vicepresident. Kort na zijn inauguratie overleed president William Henry Harrison en werd Tyler president. Als dank voor zijn steun droeg Tyler Wise tot drie keer toe voor als ambassadeur in Frankrijk, maar de senaat keurde dit nooit goed.

### Ambassadeur in Brazilië
Wise werd in 1844 benoemd tot ambassadeur voor de Verenigde Staten van Amerika in het Keizerrijk Brazilië. Hij bleef in functie tot in 1847. Twee van zijn kinderen werden geboren in Rio de Janeiro. Hij werkte voornamelijk rond handelsrelaties en tarieven, het wegnemen van de Braziliaanse bezorgdheden omtrent de annexatie van Texas door de Verenigde Staten en hij zorgde voor diplomatieke contacten met Paraguay.

### Gouverneur van Virginia
Wise keerde in 1847 terug naar de Verenigde staten en begon opnieuw als advocaat te werken. In 1850 was hij lid van de Virginia Constitutional Convention om een nieuwe grondwet voor de staat te schrijven. Hij was tegen iedere vorm van hervorming en stelde dat het instituut  van de slavernij diende beschermd te worden. In 1855 werd Wise verkozen tot gouverneur van Virginia. Hij was in functie tussen 1856 en 1860.
Hoewel Wise een sterke voorstander was van slavernij, kantte hij zich tegen de mogelijke invoering van de slavernij in Kansas. Hij wou het instituut van de slavernij niet laten opleggen in een nieuwe staat indien de meerderheid van de inwoners er tegen was.

### John Brown
Wise speelde een belangrijke rol in het afhandelen van de zaak rond John Brown, een fervent abolitionist die een aanval uitvoerde op Harpers Ferry. Wise vond dat Brown met deze actie het eergevoel van Virginia had aangetast. De publieke opinie was fel gekant tegen Brown en was voor zijn executie. Hoewel Wise nog probeerde om Brown ontoerekeningsvatbaar te laten verklaren, werd Brown op 2 december 1859 opgehangen.

### De secessie crisis
Na de verkiezing van Abraham Lincoln tot president en de daaropvolgende crisis was Wise een sterk voorstander van secessie van Virginia. Hij zetelde in de Virginia Secession Convention van 1861 en raakte gefrustreerd door de traagheid waarin er beslissingen werden genomen. Samen met enkele andere conventieleden plande hij de overname van het federaal arsenaal in Harpers Ferry en de Gosport Navy Yard in Norfolk. 
Alles kwam in een stroomversnelling door de Aanval op Fort Sumter tussen 12 en 14 april 1861 en de oproep van president Lincoln om 75.000 vrijwilligers te bewapenen om de Zuidelijke rebellie neer te slaan. Na een debat van anderhalve dag besliste de leden van de Virginia Secession Convention met een ruime meerderheid voor secessie van de Verenigde Staten van Amerika.

## Amerikaanse Burgeroorlog

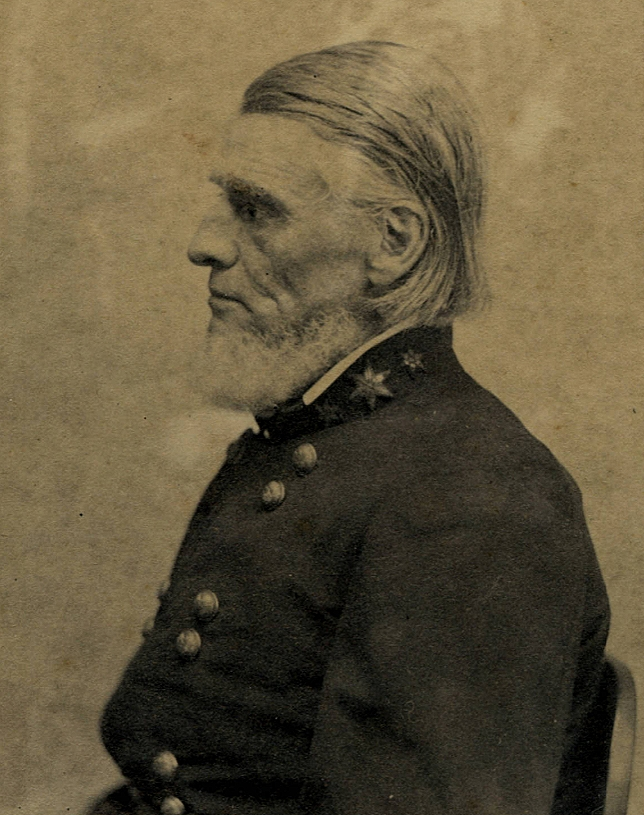
Brigadegeneraal Wise tijdens de Amerikaanse Burgeroorlog.

Wise nam vrijwel onmiddellijk dienst in het Confederate States Army. Hoewel hij geen militaire ervaring had, werd hij dankzij zijn politieke reputatie benoemd tot brigadegeneraal. Samen met een andere voormalige gouverneur, John B. Floyd, werd Wise naar het westen van Virginia gestuurd. Tijdens de zomer van 1861 was er een voortdurende machtsstrijd gaande tussen beide om te beslissen wie de hoogste in rang was. Op het hoogtepunt van hun vete gaf Floyd Wise de schuld van de nederlaag bij Carnifex Ferry omdat Wise zou geweigerd hebben om hem te komen helpen. De vete werd pas opgelost toen Mason Mathews, lid van het Virginia House of Delegates kwam bemiddelen tussen beide generaals. Na enige dagen doorgebracht te hebben met beide heren, schreef hij een brief naar president Jefferson Davis met de aanbeveling om beiden te ontgeven van hun commando. Davis besliste om enkel Wise te ontgeven van zijn commando.
Begin 1862 werd Wise aangesteld als bevelhebber van het District van Roanoke Island. Net voor de Noordelijken het eiland stormenderhand innamen, werd Wise ziek. Hij had een longvliesontsteking. Toch werd hij verantwoordelijk gehouden voor het verlies van dit strategisch belangrijke eiland.
Tijdens de Zevendagenslag voerde hij een brigade aan uit Theophilus H. Holmes’ divisie. In 1862 en 1863 zou hij verschillende commando’s bekleden in North Carolina en Virginia.
Begin 1864 was hij verantwoordelijk voor het Departement van North Carolina &Southern Virginia. Zijn brigade speelde een belangrijke rol in de verdediging van Petersburg tijdens de eerste en Tweede Slag bij Petersburg. Tussen 17 juni en november 1864 stond Wise aan het hoofd van het Military District van Petersburg. Hij nam opnieuw het bevel van zijn brigade over en nam deel aan de strijd tijdens de laatste fase van de Richmond-Petersburgveldtocht. Toen generaal Robert E. Lee na de Slag bij Appomattox Courthouse capituleerde, werd Wise samen met de restanten van het Army of Northern Virginia gevangen genomen.

## Latere jaren

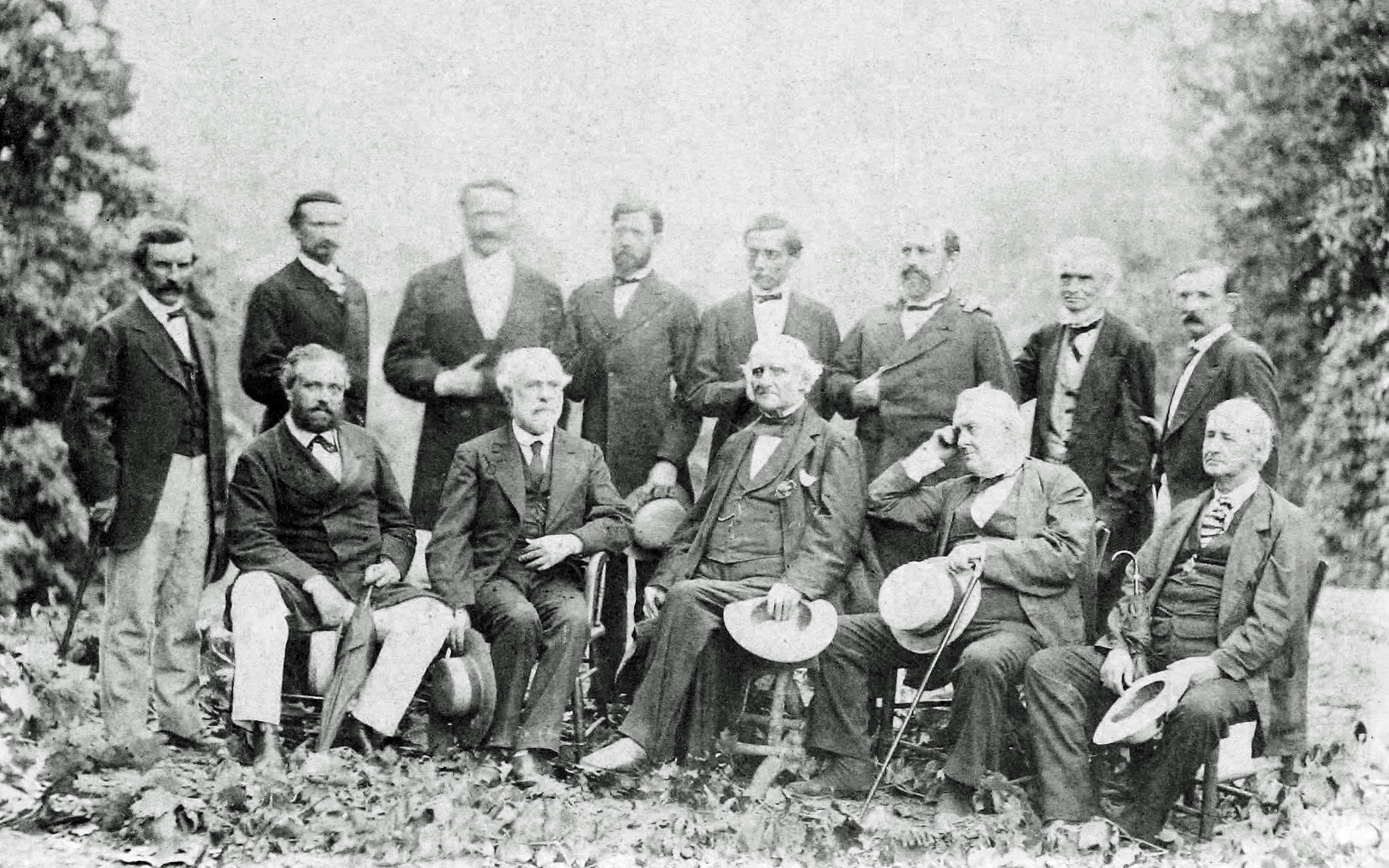
Wise (rechtstaand, tweede van rechts) met Robert E. Lee en andere Zuidelijke officieren, c. 1869.

Na de oorlog hernam Wise zijn loopbaan op als advocaat. Hij vestigde zich in Richmond waar hij de rest van zijn leven zou doorbrengen. Hij probeerde zonder succes zijn plantage Rolleston terug te krijgen. Hij kreeg te horen dat hij zelf zijn plantage had verlaten toen hij zijn gezin naar Rocky Mount in Virginia had gestuurd. De gebouwen werden opgevorderd door generaal-majoor Alfred H. Terry om er een school voor vrijgelaten slaven in onder te brengen.
Wise werd Republikein en een aanhanger van president Ulysses S. Grant. In tegenstelling tot veel van zijn landgenoten wou hij geen amnestie. In zijn vrije tijd schreef hij een boek met de titel Seven Decades of the Union. Het werd gepubliceerd in 1872.
Hij overleed in 1876 en werd begraven op het Hollywood Cemetery in Richmond.